# ジャネット・エバンス
ジャネット・ベス・エバンス（Janet Beth Evans, 1971年8月28日 - ）は、アメリカの競泳選手。オリンピック女子競泳種目で合計4つの金メダルを獲得した。
エバンスはカリフォルニア州オレンジ郡のフラートンで生まれ、その後近隣のプラセンティアに移り、子供の頃から水泳を始めた。1987年15歳のときに、エバンスは400m、800m、1,500mの自由形の世界記録を更新した。1988年のソウルオリンピックで、エバンスは3つの金メダルを獲得した。このときの400m自由形の世界新記録は、2006年5月にロール・マナドゥに破られるまで、18年間保たれた。また、800m（1989年8月）では、2008年の北京オリンピックでレベッカ・アドリントンに破られるまで19年間にわたって世界記録を保ち、これは水泳として最も長期間の記録となった。
エバンスは、アメリカ合衆国の最高のアマチュアスポーツマンとしてのジェームスサリバン賞の1989年の受賞者となった。
エバンスは1988年以降、世界の競泳をリードし、800mの自由形において1988年と1992年のオリンピックタイトルと1991年と1994年の世界選手権タイトルをとり、オリンピックと世界選手権の両方を連続して制した最初の女性となった。
エバンスは、アメリカの国内選手権で、400mと800m自由形に12回勝った。
エバンスは、1996年のアトランタオリンピックにも参加したが、メダルはとれなかった。400m自由形の予選は9位で決勝に進めなかった。800m自由形では6位だった。しかし、エバンスは開会式でオリンピックの聖火を運ぶ名誉を与えられ、点火したモハメド・アリに聖火を手渡した。
エバンスは、6つのアメリカ記録、3つの世界記録、5個のオリンピックのメダルを獲得した。
エバンスの泳ぎは、腕をまっすぐにして風車のようにぐるぐる回し、水しぶきをバシャバシャと立てる、当時の正統とは程遠い独特の泳ぎで、モーター泳法とも言われた。エバンスは身長163cmと水泳選手としては不利な体格だったが、無尽蔵と思えるスタミナを持ち、レースの後半でもペースが落ちなかった。当時の競争相手たちは、「ドーピングをした相手も少なからずいたと思われるが、エバンスはそういった相手をものともせず、大差をつけて勝つことができた。空前絶後の水泳の天才。」と評した。

## 現役復帰
1996年のアトランタオリンピックを最後に引退したが、15年間のブランクを経た2011年6月、翌年のロンドンオリンピックを目指しての現役復帰を表明した。

復帰表明直後に行われた「エバンス招待大会」において、女子400m自由形で4:23.82の女子35歳～39歳区分のマスターズ世界新、女子800m自由形で8:59.06の女子35歳～39歳区分のマスターズ世界新をそれぞれ樹立し、復帰に向けた練習再開が本格的であることを示した。